# Vlaamse verkiezingen 2004/Kandidatenlijsten/CD&V-N-VA
Dit zijn de kandidatenlijsten van het kartel CD&V/N-VA voor de Vlaamse verkiezingen van 2004. De verkozenen staan vetgedrukt.

## Antwerpen

### Effectieven
1. Inge Vervotte
2. Luc Van den Brande
3. Frans Peeters
4. Bart De Wever (N-VA)
5. Ludwig Caluwé
6. Kathleen Helsen
7. Koen Van den Heuvel
8. Kris Van Dijck (N-VA)
9. Annelies Verlinden
10. Tinne Rombouts
11. Daan De Veuster
12. Eric Vos
13. Lutgart Van Dessel (N-VA)
14. Sofie Bradt
15. Nathalie Imre-Berger
16. Geert De Bruyn
17. Katrien Schryvers
18. Goedele Vermeiren (N-VA)
19. Marc Swaelen
20. Walter Luyten (N-VA)
21. Martha Wijnants
22. Marleen Joris
23. Inge Faes (N-VA)
24. Mieke Versteden-Peeters
25. Ingrid Ryken
26. Dirk Crollet
27. Mark Lissens
28. Luc Moerkerke
29. Roger Janssens
30. Ann Van den Branden
31. Luc Bouckaert
32. Eric Janssens
33. Bart De Smet

### Opvolgers
1. Cathy Berx
2. Kris Van Dijck (N-VA)
3. Dirk De Kort
4. Ward Kennes
5. Caroline Deiteren
6. Luc Vleugels
7. Marc Hendrickx (N-VA)
8. Mai Van Thillo
9. Els Menten
10. Jenny Van Dyck-Hendrickx
11. Geert Verrelst
12. Lieve Redant (N-VA)
13. Raf Waumans
14. Rik Verwaest (N-VA)
15. Marc Franquet
16. Mia De Schamphelaere

## Brussels Hoofdstedelijk Gewest

### Effectieven
1. Steven Vanackere
2. Sarah Avci
3. Frank Judd
4. Agnès Spilliaert-Vanden Bremt
5. Jo Ory
6. Lutgart Boelaert-Billiet

### Opvolgers
1. Paul Delva
2. Karl Vanlouwe (N-VA)
3. Patricia Stalpaert
4. Gertie Lindemans
5. Patricia De Vleeschouwer
6. Hugo Weckx

## Limburg

### Effectieven
1. Johan Sauwens
2. Veerle Heeren
3. Hubert Brouns
4. Vera Jans
5. Jan Peumans (N-VA)
6. Marc Vandeput
7. Frank Smeets
8. Anne Wouters-Cuypers
9. Michaël Dhoore
10. Annette Stulens (N-VA)
11. Michele Daniels
12. Jan Bouly
13. Chantal Bulens-Lucas
14. Kristien Treunen
15. Kristien Smets
16. Theo Kelchtermans

### Opvolgers
1. Sonja Claes
2. Lode Ceyssens
3. Peter Luykx (N-VA)
4. Anniek Nagels
5. Jan Creemers
6. Etienne Steegmans
7. Benny Bamps
8. Marleen Kuppens
9. An Christiaens
10. Katrien Willems
11. Mieke Ramaekers
12. Stefan Govaerts
13. Rita Grosemans
14. Jos Lantmeeters (N-VA)
15. Liesbeth Van Der Auwera
16. Jo Vandeurzen

## Oost-Vlaanderen

### Effectieven
1. Joke Schauvliege
2. Miet Smet
3. Etienne Schouppe
4. Helga Stevens (N-VA)
5. Jos De Meyer
6. Erik Matthijs
7. Marius Meremans (N-VA)
8. Valerie Taeldeman
9. Ilse Uyttersprot
10. Alain Pardaen
11. Jo Decaluwe
12. Phaedra Van Keymolen
13. Dirk Abbeloos
14. Mieke Peters
15. Etienne Lepage
16. Hans Knop
17. Els De Turck
18. Danny Denayer
19. Andrée De Rom-Depreter (N-VA)
20. Hannelore Verzele
21. Rik De Vis
22. Geneviève De Geyter (N-VA)
23. Wim Van Laethem
24. Bart Van Malderen
25. Kristof De Smet
26. Agnes Van Crombrugge
27. Monica Van Kerrebroeck

### Opvolgers
1. Cindy Franssen
2. Lieven Dehandschutter (N-VA)
3. Ilse Van Eetvelde
4. Isabelle Van De Steene
5. Ria Vijt
6. Claudine De Middeleer-Placke
7. Peter Van De Putte
8. Ann Cools
9. Andreas Verleysen
10. Hans Martens
11. Giovanni Immegeers
12. Joost Vanderlinden
13. David Geens
14. Debby Vermeiren
15. Nikole De Feyter (N-VA)
16. Richard Eeckhaut

## Vlaams-Brabant

### Effectieven
1. Eric Van Rompuy
2. Tom Dehaene
3. Trees Merckx-Van Goey
4. Jan Laurys
5. Mark Demesmaeker (N-VA)
6. Karin Brouwers
7. Anne Sobrie
8. Jaak Geens
9. Trui Olbrechts
10. Els Demol (N-VA)
11. Christine Kubben-Vandenput
12. Begga Smets
13. Peter Van Cutsem
14. Annita Vandebroeck
15. Willy Segers (N-VA)
16. Kristel Stouffs
17. Josseline Pansaerts
18. Michel Vanderhasselt
19. Chris Taes
20. Michel Doomst

### Opvolgers
1. Sonja Becq
2. Piet De Bruyn (N-VA)
3. Jonathan Cardoen
4. Peter Poulussen
5. Mia Pollet
6. Marleen Bosmans
7. Marc Verheyden
8. Walter Mombaerts
9. Liliane Goyvaerts
10. Dorette Pede-Heymans
11. Wim Bergé
12. Patrick Demaesschalck
13. Greet Holsbeek
14. Katrien Van Den Bergh
15. Linda De Dobbeleer-Van Den Eede (N-VA)
16. Jos Ceyssens

## West-Vlaanderen

### Effectieven
1. Yves Leterme
2. Geert Bourgeois (N-VA)
3. Hilde Crevits
4. Luc Martens
5. Carl Decaluwe
6. Jan Verfaillie
7. Sabine Poleyn
8. Lieve Vanhoutte (N-VA)
9. Lies Laridon
10. Patricia Waerniers
11. Mathieu Desmet
12. Els Kindt
13. Rik Soens
14. Lieve Vandevelde
15. Daniël De Vlamynck
16. Nadine De Sloovere
17. Henri d'Udekem d'Acoz
18. An Capoen (N-VA)
19. Greet Ardies-Vyncke
20. Hendrik Bogaert
21. Gisèle Gardeyn-Debever
22. Patrick Moenaert

### Opvolgers
1. Jan Loones (N-VA)
2. Johan Verstreken
3. Martine Fournier
4. Gino De Craemer (N-VA)
5. Hedwig Kerckhove
6. Chantal Coussement
7. Eric Huyghe
8. Ann Vansteenkiste
9. Trees Lapeere
10. Ward Demyttenaere
11. Christine Deven-Vandewaetere
12. Danielle Godderis-T'Jonck (N-VA)
13. Inge Bisschop
14. Koen Van Steenbrugge
15. Marleen Titeca-Decraene
16. Stefaan De Clerck